# Heinrich Dubbel
Heinrich Dubbel (* 8. April 1873 in Aachen; † 24. Mai 1947 in Berlin) war ein deutscher Professor für Maschinenbau und der Initiator des nach ihm benannten Standardwerkes Taschenbuch für den Maschinenbau.

## Leben und Werk
Heinrich Dubbel wurde als Sohn eines Ingenieurs geboren, der in Aachen eine Fabrik besaß. Er studierte an der Technischen Hochschule in Aachen (heute RWTH) Maschinenbau und sammelte dann in Ohio in den USA Auslandserfahrung. Danach war er als Konstrukteur in der Firma seines Vaters tätig. Ab 1899 übte er Lehrtätigkeiten an Maschinenbau-Schulen aus, von Köln über Aachen, Essen und ab 1911 dann an der Berliner Beuth-Schule, wo er nach weiteren fünf Jahren den Professoren-Titel erhielt. Aufgrund politischer Differenzen mit den nationalsozialistischen Behörden trat er 1934 aus dem öffentlichen Dienst aus und war dann vorwiegend in der Beratung des Springer-Verlages im Bereich Maschinenbau tätig. Er schrieb mehrere Aufsätze und Bücher, besonders über das Fachgebiet der Dampfmaschinen und -turbinen, der Öl- und Gasmaschinen, aber auch über den Fabrikbetrieb.
Folgendes Vorwort schrieb er kurz vor seinem Tode für eine gekürzte Ausgabe des Taschenbuches als „Notbehelf“ vom Springer-Verlag, Berlin-Charlottenburg, Jebensstraße 1:

„Da kriegerische Maßnahmen vorzugsweise industrielle Anlagen zum Ziel hatten, so ist schon aus diesem Grunde ein großer Teil der technischen Literatur verlorengegangen. Ganz abgesehen von der Zerstörung großer, für die Herstellung technischer Bücher besonders geeigneter Druckereien ist es vor allem die Papierknappheit, die den Ersatz der vernichteten Literatur erschwert und besonders Neuauflagen umfangreicherer Werke wie des ‚Taschenbuchs für den Maschinenbau‘ verhindert. Da aus diesem Grunde an eine baldige Herstellung der längst fälligen 10. Auflage genannten Taschenbuches nicht zu denken war, entschloss sich der Verlag zu dem vom Herausgeber vorgeschlagenen vorliegenden Notbehelf, der in gedrängter Form die für den Maschineningenieur wichtigsten Formeln, Zahlentafeln und Sätze enthält, damit die Berechnungen des Ingenieurs vereinfacht und sein Gedächtnis entlastet. Dem Studierenden dürfte der Inhalt ein Leitfaden in wichtigen Fächern sein.
Die Lösung der gestellten Aufgabe schloss die Wiedergabe von Konstruktionen aus, wodurch die ohnehin schon vorhandenen Schwierigkeiten der Herstellung vermehrt, der Zeitpunkt des Erscheinens des Werkchens hinausgeschoben worden wären. Hier galt aber vor allem der Satz: Wer schnell hilft, hilft doppelt. Ein kleines Buch wie das vorliegende wird immer Lücken aufweisen: möge man sich an das halten, was es enthält, und nachsichtig bezüglich des Fehlenden sein.“